# Giomo Trichilo

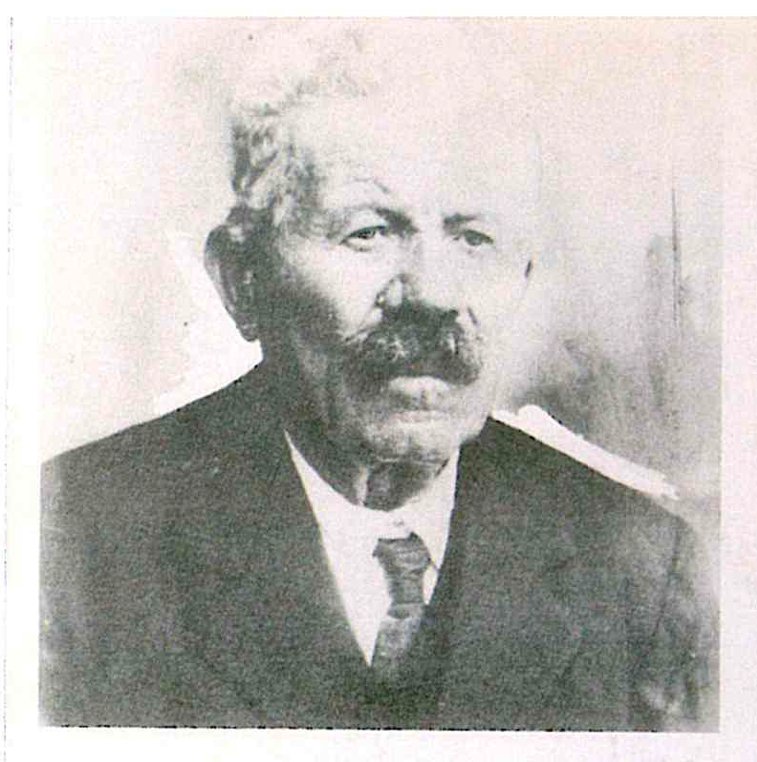
Giomo Trichilo

Giomo Trichilo, all'anagrafe Girolamo Trichilo (Siderno Superiore, 17 gennaio 1847 – 23 maggio 1933), è stato un poeta italiano.

## Biografia
poeta dialettale calabrese, nacque a Siderno Superiore in provincia di Reggio Calabria ( ora Città metropolitana di Reggio Calabria ) da Michelangelo Trichilo e Carmela Fragomeno.
Di umile origine contadina (definito bovaro e massaro) seppe esprimere in modo eccellente la poesia della sua terra, con particolare riferimento agli aspetti sociali della Calabria postunitaria, stigmatizzando le problematiche della povertà, dell'emigrazione e della sopraffazione operata dai notabili del tempo ; scrisse però anche versi in favore dei Reali d'Italia e della guerra in Libia; Pe' quantu sangunusa fu a battaglia, viva lu nostru Rre, viva l'Italia!
Sposò la contadina Caterina Moschilla, di undici anni più giovane di lui, dalla quale ebbe sette figli, tre maschi e quattro femmine.
Ebbe un forte sentimento religioso ed una carica d'umanità che lo rese molto popolare e benvoluto.
Morì di polmonite all'età di 86 anni, il 23 maggio 1933. Per sua volontà la tomba venne ornata con una semplice croce di ferro, recante la scritta Trichilo Girolamo - Poeta.
Non tutta la sua ricca produzione artistica è stata pubblicata, molti dei suoi versi sono stati tramandati solo oralmente.
Enzo D’Agostino, nell’introduzione del libro citato in Bibliografia, definisce Giomo, tra l’altro, come sensibile al gusto del bello e dell’avventuroso, attribuendogli vena fertile e verso facile, capace di esprimere una notevole carica di umanità e senso vivo dell’amicizia. Ancora, egli lo riconosce capace di sarcasmo, ad esempio in una poesia contro i preti di Siderno che provocavano scandalo, riconoscendo al contempo la sua devozione e religiosità, come testimoniato anche dai versi dedicata a San Francesco di Paola. D’Agostino nota anche la scorrevolezza dei suoi versi, si prestavano talvolta a essere cantati in stornelli, grazie alla loro musicalità.
In “La letteratura calabrese”, Antonio Piromalli ritiene che Trichilo rappresenta per l’arco della sua vita, un nuovo documento artistico e sociale della Calabria postunitaria, dell’età liberale e di quella del fascismo, affermando altresì che l’ideologia in lui maturò “a contatto con il mondo della vita quotidiana. A suo parere, inoltre, gli accenti del poeta sono carichi di psicologia collettiva vigorosa e fatalista, come indica spesso l’avverbio destinatamente.
In suo onore è stato pubblicato il libro Poesie Scelte e indetto il Premio Letterario Giomo Trichilo, ormai giunto alla XV edizione.